# Priya Rai
Priya Rai, nome artístico de Priya Anjali Rai (Nova Delhi, 25 de Dezembro de 1977), é uma atriz pornográfica indiana.

## Biografia
Embora tenha nascido na Índia, Priya morava com os pais nos Estados Unidos desde os dois anos. Aos vinte anos, começou a fazer trabalhos como modelo, após abandonar os estudos no Arizona State University. No inicio, fazia ensaios para várias marcas de roupas de banho e lingerie. Sua estreia no mercado de filmes eróticos ocorreu em 2007 e destaca-se por sua participação em produções do gênero MILF.

## Filmografia
- 2020: Sex Pot Confessions
- 2019: Stacked Sexual Urges 1, 2
- 2019: BBC Supreme 5
- 2019: Pussy Cravings Vol. 5
- 2019: Big Tit Lesbian Lovers 2
- 2019: Stack Slut Supreme 3 (Cover Star)
- 2019: Busty Lesbian Antics
- 2019: Pornstar Solos 8
- 2018: Dirty Nurse Fantasies
- 2016: Busty Brunette MILFS
- 2016: MILF Soup 43 (Cover Star)
- 2015: Barbarella: An Axel Braun Parody
- 2013: Seduced By a Cougar Vol. 27
- 2013: Pornstars Like It Big Vol. 17
- 2013: Pure MILF #2
- 2013: Big Tits at Work Vol. 18
- 2013: Dirty Masseur #3
- 2012: Black Owned 4
- 2012: Big Tits at School Vol. 15
- 2012: Classic TV Superfuckers
- 2012: A MILF's Tale 3 (Cover Star)
- 2012: Breast Worship 4
- 2012: Day With A Pornstar Vol. 3
- 2012: Priya Anjali Rai
- 2011: Oil Overload #5
- 2011: Cruel Media Conquers Los Angeles
- 2011: Real Wife Stories Vol. 11
- 2011: Housewife's Hunt For Cunt Vol. 1
- 2011: Big Tits in Sports Vol. 6
- 2010: Bra Busters
- 2010: Real Wife Stories Vol. 7
- 2010: Big Tits at School Vol. 9
- 2010: This Ain't Hawaii Five-O XXX
- 2010: Intimate Touch 3
- 2009: Fishnets 10 (Cover Star)
- 2009: Entourage: A XXX Parody
- 2009: Wet Juicy Juggs #2 (Cover Star)
- 2009: Porn Star Brides Vol. 3 (Cover Star)
- 2009: Big Wet Tits 8 (cover Star)
- 2009: Doctor Adventures Vol. 6
- 2009: MILFs Like It Big Vol. 4
- 2009: Tormented
- 2008: The Cougar Hunter
- 2008: Busty Housewives (Cover Star)
- 2008: Mommy Got Boobs Vol. 2
- 2007: Cheerleaders
- 2007: Priya Rai's Stocking Tease
- 2000: Titty Sweat

## Prêmios e indicações
| Ano  | Cerimônia        | Resultado | Prêmio | Trabalho           |
| ---- | ---------------- | --------- | --- | ------------------ |
| 2009 | AVN Award        | Venceu    | Best All-Girl Group Sex Scene (com Jesse Jane, Shay Jordan, Stoya, Adrianna Lynn, Brianna Love, Lexxi Tyler, Memphis Monroe e Sophia Santi) | Cheerleaders       |
| 2009 | AVN Award        | Indicada  | Best New Starlet | —                  |
| 2010 | AVN Award        | Indicada  | Best New Web Starlet | —                  |
| 2010 | AVN Award        | Indicada  | Best Threeway Sex Scene (com Marco Banderas e John West)                                                                                    | Tormented          |
| 2010 | XBIZ Award       | Indicada  | Porn Star Website of the Year | —                  |
| 2011 | NightMoves Award | Venceu    | Best MILF (Editor’s Choice) | —                  |
| 2011 | XBIZ Award       | Indicada  | MILF Site of the Year | PriyaAnjaliRai.com |
| 2012 | NightMoves Award | Indicada  | Best Boobs | —                  |
| 2012 | XBIZ Award       | Indicada  | MILF Performer of the Year | —                  |
| 2013 | XBIZ Award       | Indicada  | MILF Performer of the Year | —                  |
| 2014 | XBIZ Award       | Indicada  | Crossover Star of the Year | —                  |